# Mobylette

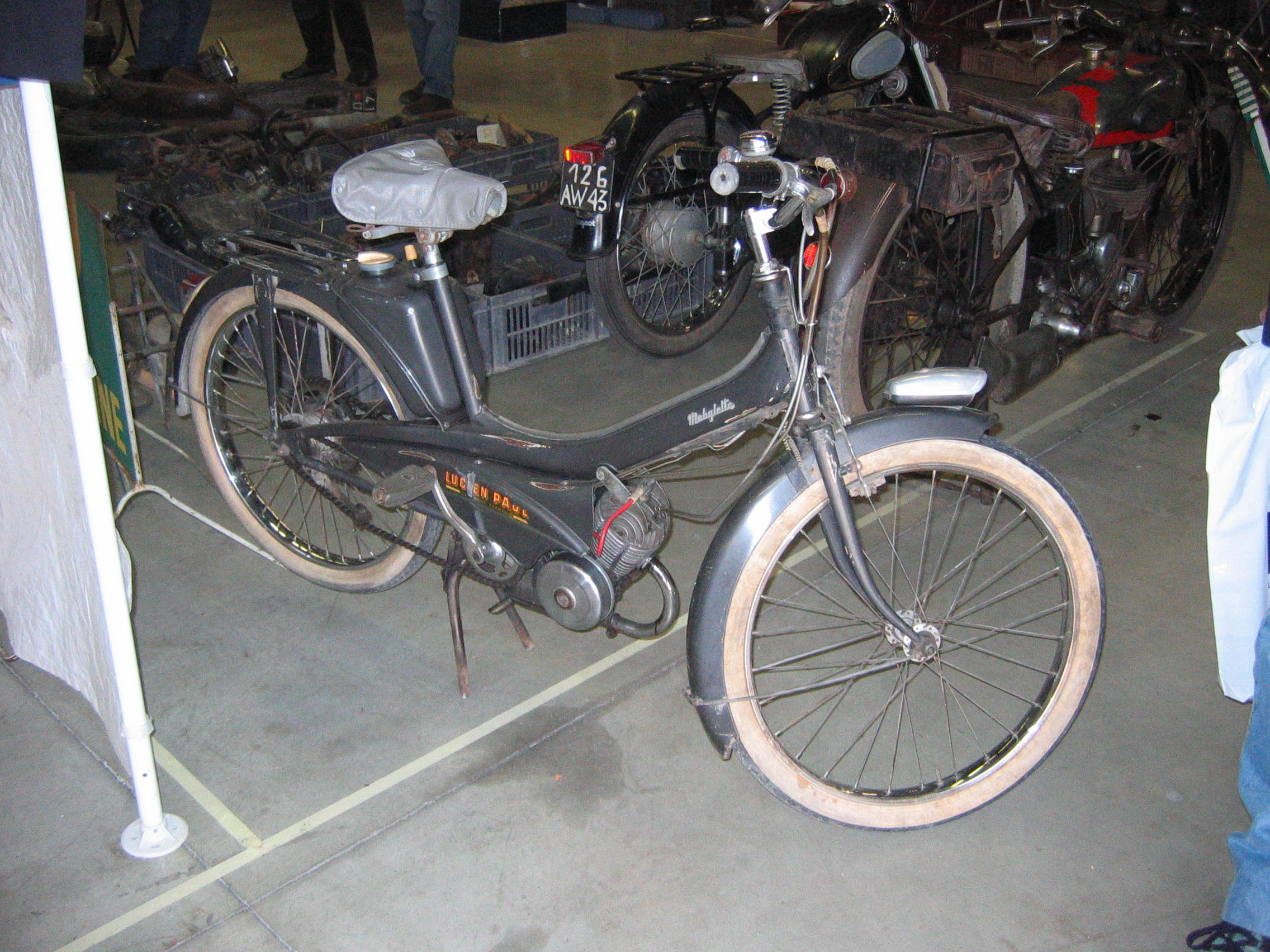
Motobécane AV 42 surnommée la « grise » (1961-1970).

La Mobylette (contraction de mobile et de bicyclette) est à l'origine un modèle de cyclomoteur de la marque Motobécane ou Motoconfort équipée du moteur de type AV3. AV3 désigne alors aussi le cyclomoteur lui même. Puis se succèderont d'autres Mobylettes équipées principalement des moteurs type AV31, AV35, AV7 et AV10. Parfois avec une période de cohabitation de deux types de moteur suivant le modèle de Mobylette. Les dernières production seront sous la marque MBK.
Elle appartient à la société Cherix.

## Historique
L'invention, en 1949, de la Mobylette revient à Éric Jaulmes, directeur technique depuis 1941 et Charles Benoit, son oncle, dirigeant et cofondateur avec Abel Bardin et Jules Bénézech, de Motobécane. Déjà quelques années avant, l'ingénieur Marcel Morel de chez Monet-Goyon avait fait une étude sur un cyclomoteur de 49 cm3 qui ne sera pas retenu par sa direction. Le premier modèle sera vendu sous l'appellation « Mobylette AV 3 », il est devenu, avec le VéloSoleX, un deux-roues populaire en France des années 1960 aux années 1990. En 1960 est ouvert le site industriel de Rouvroy (338 000 m2) entièrement destiné à la production des modèles de la gamme Mobylette. Il emploie jusqu'à 3 500 personnes.  
Dans les années 1970, le modèle le plus courant est l'AV88, appelé couramment la « Bleue », conçue en 1957, que les jeunes aimaient modifier pour avoir de meilleures performances (cylindre C52, culasse de AV 89 chaudron, carburateur Dell'Orto 15 mm voire plus, pot de détente, petit guidon, garde-boue en aluminium, etc.). Pendant un temps, Motobécane est le plus gros producteur de deux-roues motorisés au monde grâce à ce modèle. Ses surnoms sont multiples, tels que « brêle », « meule » et surtout « mob ». Le nom « Mobylette » est apparu dès le premier modèle, dit « AV 3 » qui désigne aussi le type de son moteur. Elle a ensuite évolué avec le moteur AV 7 qui abandonne le piston à déflecteur pour un balayage Schnürle à deux transferts et adopte un cylindre en alliage léger revêtu de chrome dur, conçu sous la direction d'Éric Jaulmes.
À la fin des années 1970 apparaît le moteur plus moderne du 51v l'AV10 à admission par clapets, conçu par l'ingénieur Eric Jaulmes, qui évite le retour du mélange vers le carburateur et augmente la pression de transfert.
La production de la Mobylette a atteint 750 000 exemplaires par an en 1974-1975. La « Bleue » a été produite à quinze millions d'exemplaires.
En déclin pendant les années 1990 en raison de l'obligation du port du casque et  face à la concurrence des scooters et des motocyclettes importées d'Asie, la production n'est plus que de 15 000 Mobylettes par an en 2002. Sa ligne de production n'occupe alors plus que 25 personnes. En 2003, la direction de Yamaha (qui a repris MBK) décide d'arrêter la production en raison des normes européennes d'émissions (mise en application de la norme Euro 2 pour les motocyclettes en juin 2003) qui condamnent le produit. Le site de Rouvroy est préservé par l’attribution de la fabrication de scooters par Yamaha.

## Motorisation

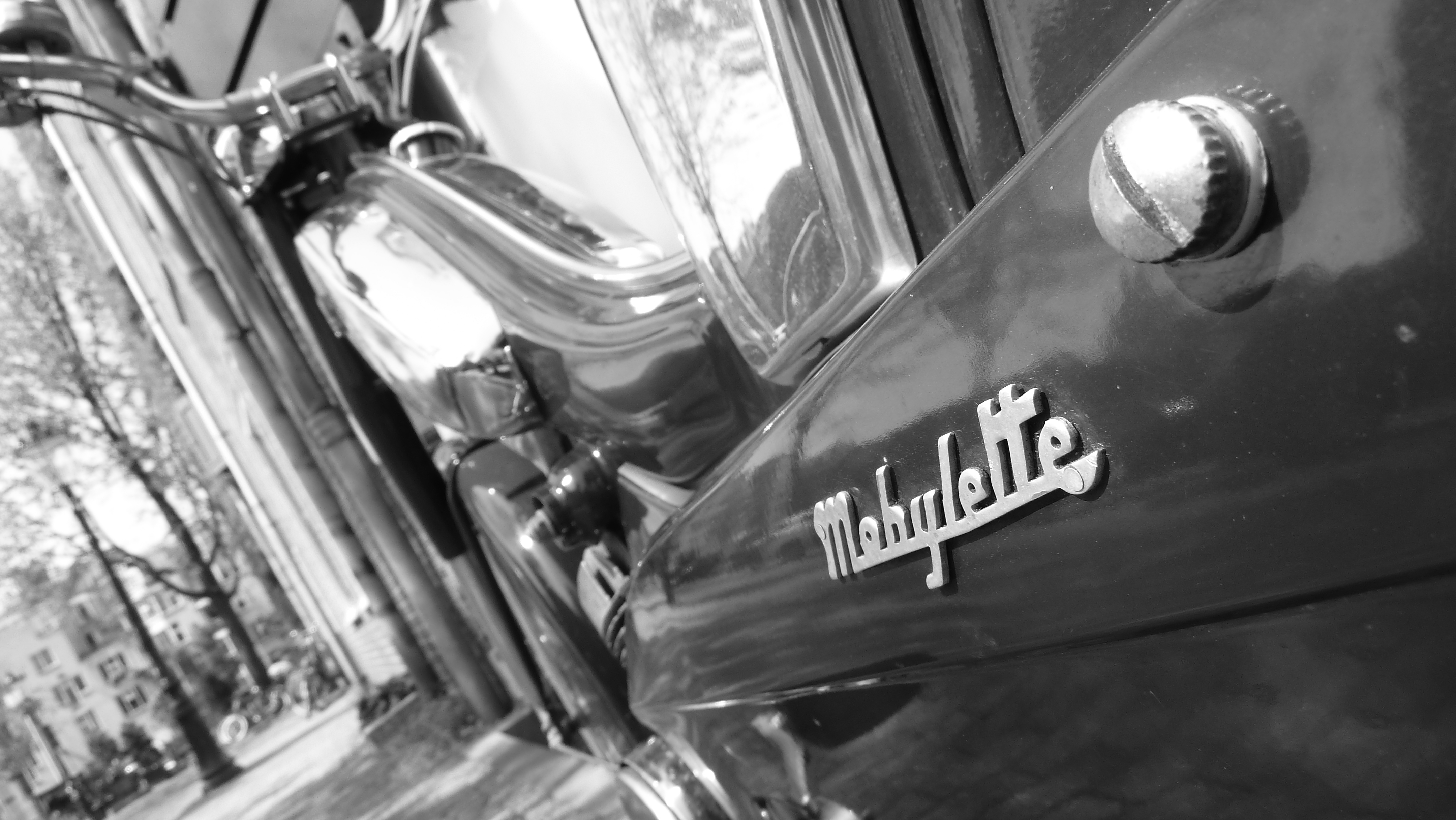
Une véritable « Mobylette » Motobécane.

Le moteur à deux temps de 49,9 cm3 était avec l'AV 3, directement dérivé de celui du Poney AG2 (cyclomoteur à deux vitesses créé par réduction de la cylindrée, de 63 à 49,9 cm3 de la BMA Poney AG1 créée en 1938).
Deux modèles (Motobécane 99Z et 95TT) sont équipés d'un dispositif de contre piston agissant comme un compresseur. Ce moteur, bénéficiant d'un couple très élevé, pour la cylindrée, est utilisé par des fabricants de voiturettes sans permis.

## Transmission
Au départ, le moteur était en prise directe sur la courroie de transmission (absence d'embrayage automatique).
En 1951, apparait un embrayage centrifuge permettant de conserver le moteur en fonctionnement mème à l'arrêt (et donc aussi de disposer d'un éclairage la nuit à l'arrêt).
Vers le milieu des années 1950, apparait l'embrayage double-effet « Dimoby » permettant de redémarrer sans pédaler après un arrêt moteur en marche.
Absent des premiers modèles, le variateur de vitesse Mobymatic, fonctionnant grâce à des billes poussant en montant sur l'extérieur, une joue mobile faisant monter la courroie et tirer le moteur vers l'arrière grâce à un axe suspendu au cadre, est rapidement devenu la transmission standard. Les derniers modèles disposent d'un allumage électronique plus performant et nécessitant moins d'entretien que l'allumage à rupteurs des modèles précédents.

## Démarreur
Initialement, le démarrage se fait grâce à des pédales ou à la poussette, car la réglementation obligeait le fonctionnement en mode « vélo » du cyclomoteur jusqu'en 1982. Un kick apparait sur certains modèles plus récents. 

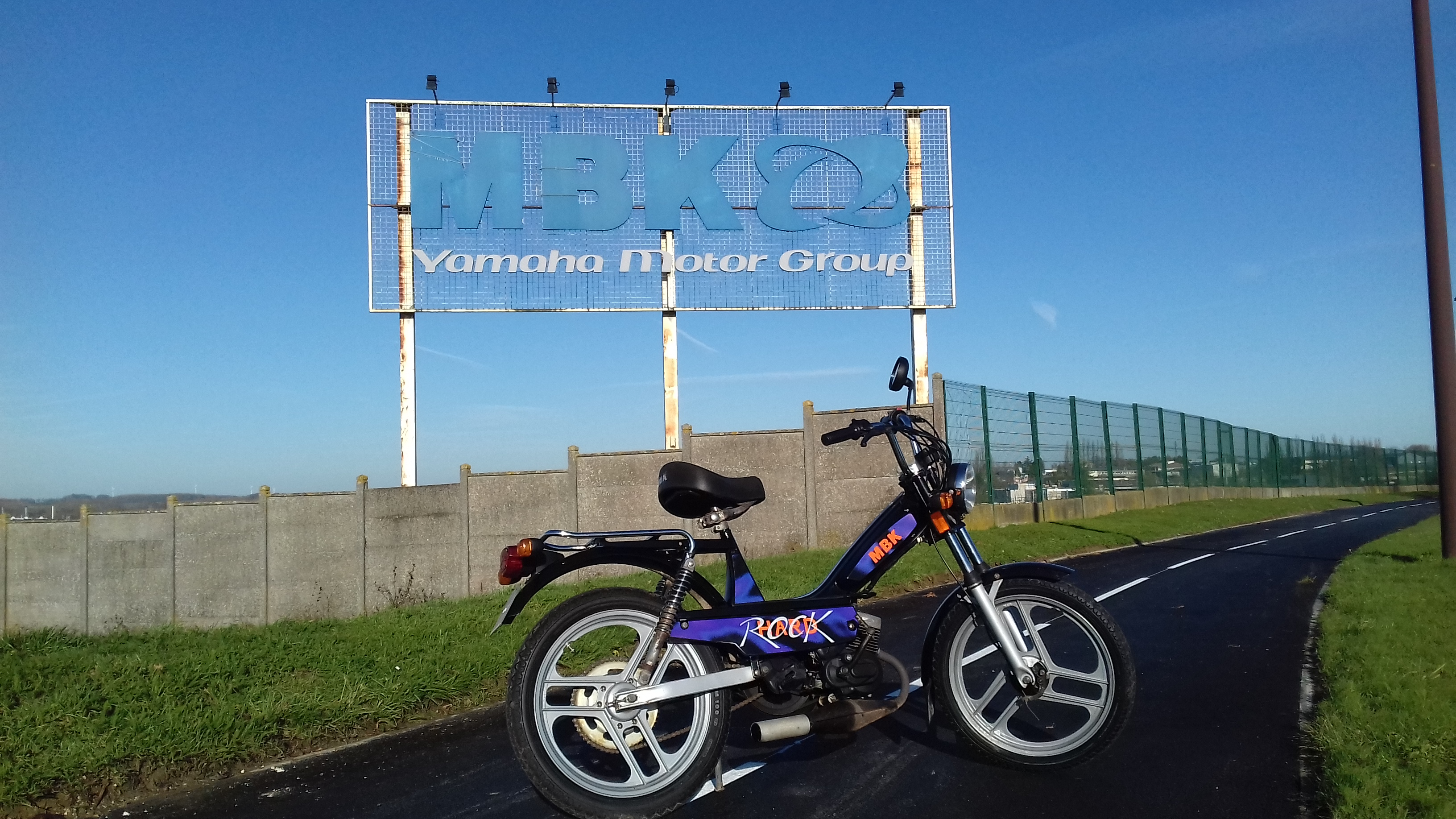
MBK 51 Hard Rock, démarrage au kick.

Les derniers modèles, comme la 51 Hard Rock, la Magnum Racing ou la Peugeot 103 RCX/SPX, disposent d'un démarrage par kick grâce à un système d'écrou cranté sur le vilebrequin (au niveau de l'allumage sur MBK 51 ou par des pignons sur la poulie sur les Peugeot RCX/SPX).

## Modèles
Cadre tubulaire
- AV3
- AV31 (1952)
- AV32 (1952)
- AV33 (1952)
- AV 51 (1956)
- AV 54 (1956)
- AV 34 (1956)
- AV 37 (1954)
- AV 36 (1955)
- AV 47 (1957)
- BG (1958)

Cadre coque
- AV 75 (1957)
- AV 76
- AV 78 (1956)
- AV 79
- AV 87
- AV 17 (1958)
- AV 85 (1959)
- AV 88
- AV 44 (1960)
- AV 89
- BG 43 (1961)
- AV 43
- AV 65
- AV 68
- AV 41 (1962)
- AV 42
- AV 48
- AV 98 « Sommet »
- AV 50
- Spéciale 50 « SP50 »
- Spéciale route « SPR »
- Spéciale 98 (1965)
- SPTT (1968)
- SP 94 TT
- D 52
- D 52 TT
- Cady
- AV 49
- AV 42S
- AV 92
- SP 93
- SP 99
- N40T

Autres modèles
- AV 42A (1968)
- 95 TT
- D 55
- D 55 TT
- Mobyx

## La « mobylette » aujourd'hui

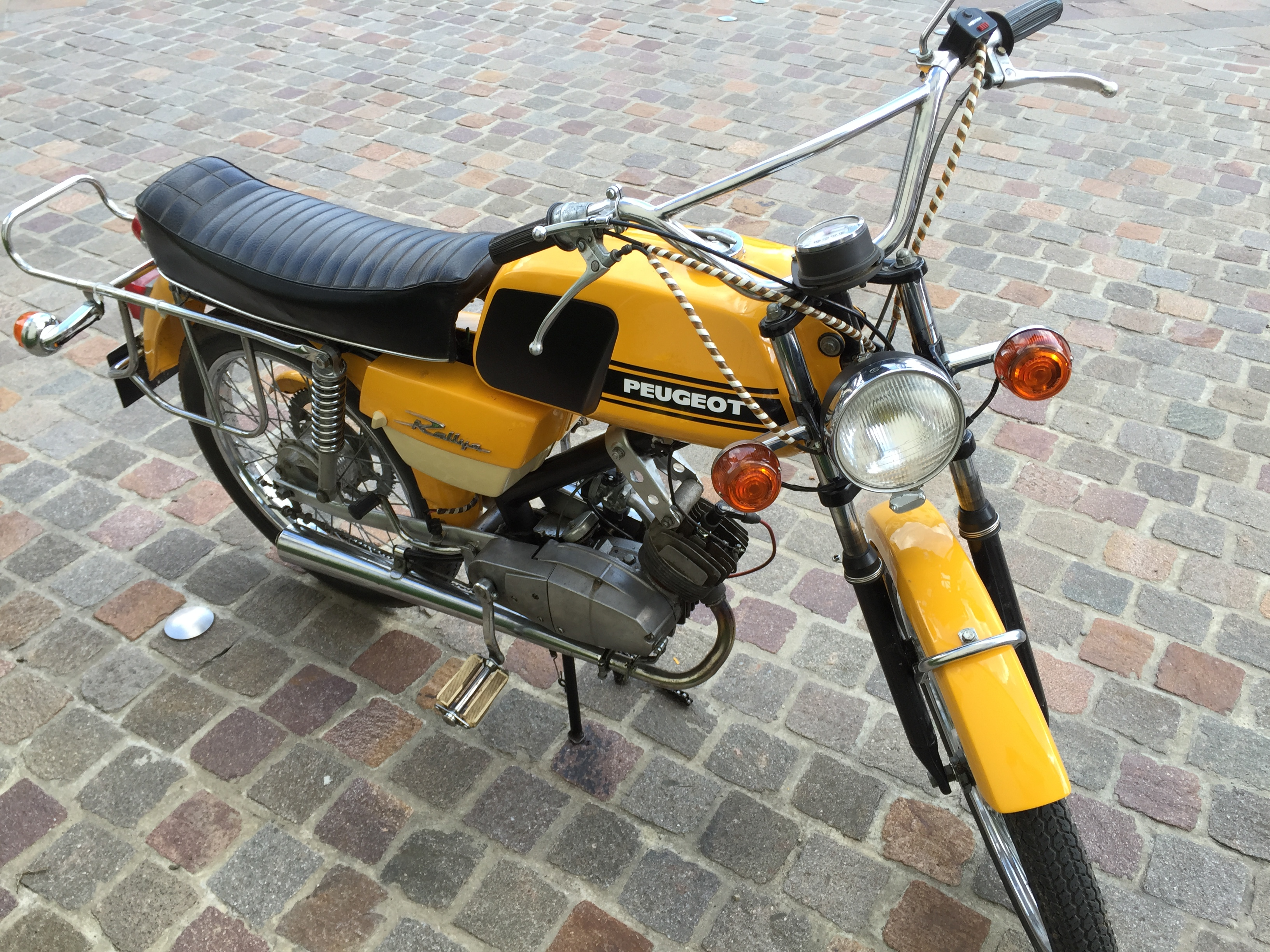
Une « Mobylette » Peugeot TSR BB Rallye de 1973.

En France, dans le langage courant, le terme « mobylette » est devenu, par antonomase ,, le nom générique donné aux cyclomoteurs ayant l'apparence de la Mobylette Motobécane — sans distinction de marque ni de modèle, couramment appelé « mob », comme c'est parfois le cas pour des produits dont le nom commercial devient un nom générique. Exemples : frigidaire pour un réfrigérateur, carte bleue pour une carte de paiement —. Cet abus de langage s'est même étendu aux cyclomoteurs 50 cm3 à variateur vendus dans les années 1980 et 1990 (comme les MTX 50 ou NSR 50 à vario, le Peugeot XP Avenger) car ils ne ressemblaient pas du tout aux scooters. Pour ce type d'engin, on préfère le terme générique de « cyclomoteur » ou en abrégé « cyclo », sauf pour désigner la véritable « Mobylette ».
Ce type de cyclomoteur se rencontre encore parfois dans certaines zones rurales ; mais, en milieu urbain, les scooters (plus pratiques, plus propres avec leur graissage séparé et leurs caches esthétiques, et dont les capacités d'accélération supérieures les rendent plus adaptés à une utilisation « d'un feu à l'autre ») ont remplacé cette famille de cyclos, devenus aussi peu fréquents qu'obsolètes. Certains, cependant, demeurent, même en ville, adeptes de « la mob », moins chère que les scooters (800 € en très bon état contre au moins 1 000 €) et surtout que les « mécaboites » (environ 2 500 €), plus maniable pour se faufiler entre les voitures, moins lourde, plus facile à réparer, et échappant aux modes. En 2015, il arrive encore de croiser des « mobs », entre autres à Paris.
La « mob » est toujours aussi appréciée par ses propriétaires car, contrairement aux scooters, les réparations sont simples, le moteur est facile d'accès et les pièces moins onéreuses que celles des autres 50 cm3.
Depuis la quasi-disparition des 103 et 51 Peugeot dans les magasins, collectionneurs et nostalgiques commencent à s'intéresser à ces cyclos. Les utilisateurs historiques de ces machines ont entre trente et cinquante ans, et la mode du rétro-nostalgique se répand. D'un prix faible en occasion (150 à 300 € pour un modèle ordinaire en état de rouler), facilement transportable dans une voiture, ne nécessitant pas de compétences très poussées en mécanique et ne demandant que peu de place, les « mobs » deviennent une façon d'entrer à moindre investissement dans le monde de la collection de véhicules à moteur. Les modèles spéciaux qui sont les plus rares ou les modèles anciens en très bon état sont les plus recherchés. Leur cote entre passionnés peut dépasser en 2015 les 800 €. Un modèle de type AV88 ou AV89 en état neuf entièrement d'origine peut dépasser les 2 000 € ; les modèles ordinaires à restaurer peuvent être acquis à un prix très raisonnable.
Des rassemblements « mobs » entre passionnés de tout âge avec balade sont souvent organisés un peu partout en France.